# Ричильяно
Ричильяно (итал. Ricigliano) — коммуна в Италии, располагается в регионе Кампания, в провинции Салерно.
Население составляет 1259 человек (2008 г.), плотность населения составляет 47 чел./км². Занимает площадь 27 км². Почтовый индекс — 84020. Телефонный код — 0828.
Покровителем коммуны почитается святой Христофор, празднование 25 июля.

## Демография
Динамика населения:

## Администрация коммуны
- Официальный сайт: http://www.comune.ricigliano.sa.it